# Charinus ruschii
Espèce
Charinus ruschii est une espèce d'amblypyges de la famille des Charinidae.

## Distribution
Cette espèce est endémique d'Espírito Santo au Brésil. Elle se rencontre vers Santa Teresa.

## Description
La carapace des femelles mesure de 3,40 à 4,7 mm de long sur de 4,70 à 6,50 mm.

## Étymologie
Cette espèce est nommée en l'honneur d'Augusto Ruschi (1916-1986).

## Publication originale
- Miranda, Milleri-Pinto, Gonçalves-Souza, Giupponi & Scharff, 2016 : « A new species of Charinus Simon 1892 from Brazil, with notes on behavior (Amblypygi, Charinidae). » ZooKeys, no 621, p. 15–36 (texte intégral).